# Kosmos pierzasty
Kosmos pierzasty, kosmos podwójnie pierzasty, onętek (Cosmos bipinnatus Cav.) – gatunek rośliny z rodziny astrowatych. Pochodzi ze środkowego i północnego Meksyku, ale został szeroko rozprzestrzeniony na wszystkich kontynentach w strefie międzyzwrotnikowej i w strefach umiarkowanych. Uprawiany jest jako roślina ozdobna, występuje w bardzo licznych odmianach.

## Morfologia
PokrójRoślina zielna dorastająca do około 1 m wysokości, czasem wyższa.
ŁodygaWzniesiona, silnie rozgałęziona, prążkowana.
LiściePojedynczo, podwójnie lub potrójnie pierzastosieczne, o odcinkach zwykle do 1 mm szerokości, ostrych.
KwiatyZebrane w liczne koszyczki powstające pojedynczo na końcach rozgałęzień. Kwiatostany osiągają 5–9 cm średnicy (wraz z kwiatami języczkowatymi). Brzeżne kwiaty języczkowate są odwrotnie jajowate, na szczycie z trzema ząbkami, różnej barwy – purpurowej, różowej lub białej. Kwiaty środkowe rurkowe, żółte.
OwoceWrzecionowate, lekko wygięte, czterokanciaste niełupki.

## Biologia i ekologia
Roślina jednoroczna. Kwitnie od lata do jesieni, w Polsce od lipca do października. Na obszarach introdukcji rośnie na przydrożach, terenach kolejowych i innych siedliskach ruderalnych.

## Zastosowanie

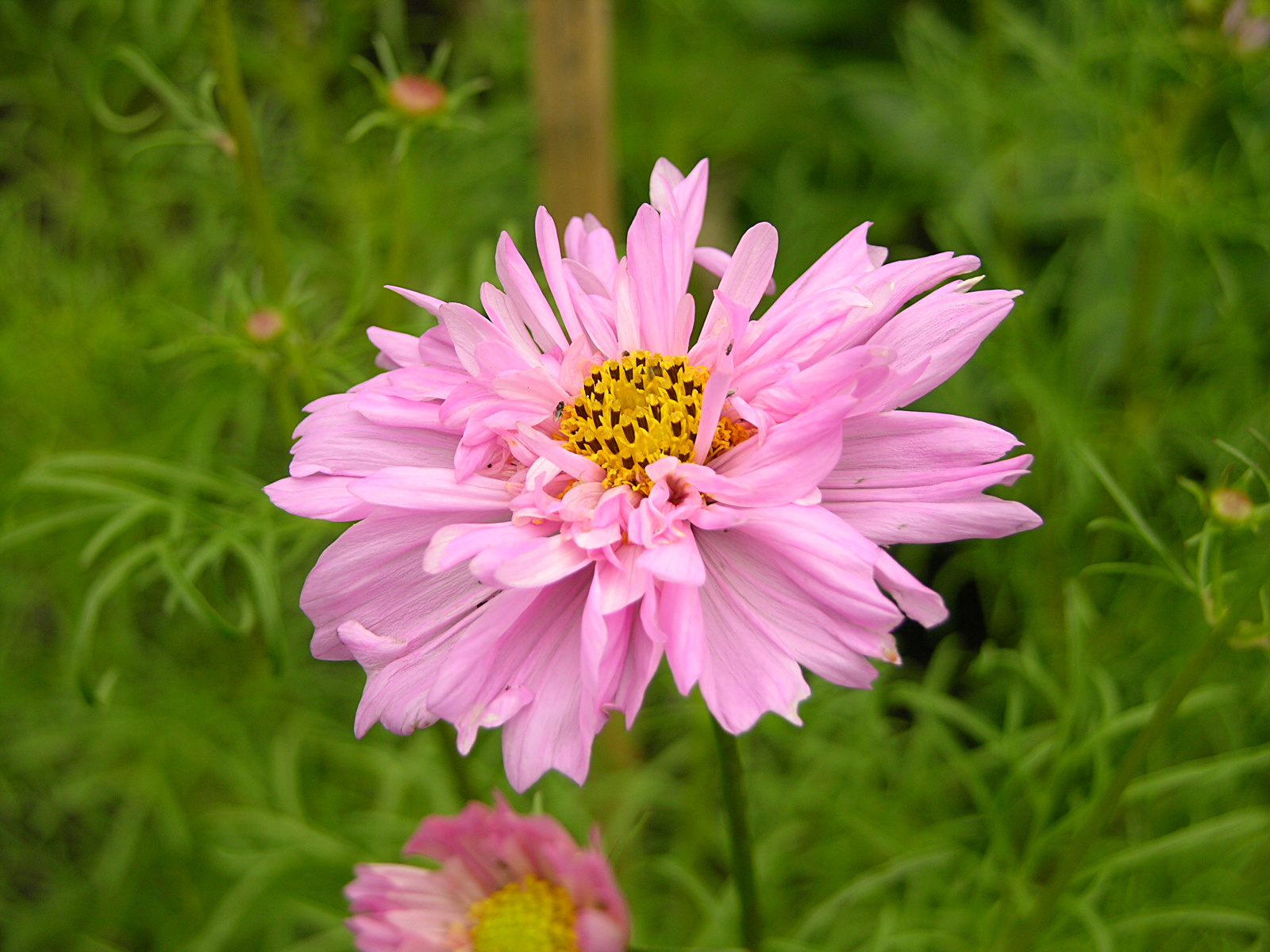
'Double Click' – jedna z odmian ozdobnych

Uprawiany jako roślina ozdobna. Wymaga słonecznego stanowiska. Nie ma specjalnych wymagań co do gleby, ale lepiej, aby nie była ona zbyt żyzna, gdyż wówczas rozwija się bujnie, ale słabo kwitnie. Rozmnaża się przez wysiew nasion wiosną lub jesienią. Przekwitnięte kwiaty usuwa się. Podczas kwitnienia może wymagać podparcia. Nowsze kultywary mają zwykle bardziej zwarty pokrój i są bardziej odporne na przewracanie się podczas kwitnienia.